# F. C. Gundlach
Pour les articles homonymes, voir Gundlach.
Franz Christian Gundlach (ou F. C. Gundlach), né le 16 juillet 1926 à Heinebach en Hesse et mort le 23 juillet 2021 à Hambourg, est un photographe, galeriste, collectionneur, commissaire d’exposition et mécène allemand.
Ses photographies de mode des années 1950, 1960 et 1970, qui traitent à plusieurs reprises de phénomènes sociaux et de tendances actuelles dans le domaine des arts visuels, sont souvent devenues des icônes, abandonnant leur contexte d’origine et se retrouvant dans des musées et des collections.

## Biographie
F. C . Gundlach nait à Heinebach dans le nord de la Hesse en 1926.
Il étudie la photographie à la Private Lehranstalt für Moderne Lichtbildkunst (école privée de photographie moderne) avec Rolf W. Nehrdich à Cassel.
Paris marque le début de sa carrière : il y fait sa première exposition en 1951.
C’est dans les années 1950, 1960 et 1970 qu’il devient une référence dans le monde de la photographie de mode.
Sa spécialisation dans la photographie de mode dans le style journalistique commence en 1953 avec son travail pour le magazine Film und Frau, publié à Hambourg, pour lequel il photographie principalement la mode des créateurs de mode allemands, la haute couture parisienne et, à plusieurs reprises, des campagnes pour la promotion de la fourrure.
En 1971, il fonde PPS (professional photo service), fournisseur de matériel photographique, laboratoire et studios.
En 1976, il fonde CCD Galerie and PPS. Galerie F.C. Gundlach, une des premières galeries photo en Allemagne.
En 1988, il est nommé professeur à la Hochschule der Künste à Berlin.
En 2000, il crée la fondation F.C. Gundlach qui a pour objectif de soutenir et d'exposer la photographie en tant qu'objet culturel. Il a été l'un des premiers à acquérir des œuvres de Martin Munkácsi et de Richard Avedon.
Il est un ami de Horst P. Horst, de Richard Avedon, et d'Arthur Penn.
F. C. Gundlach meurt à Hambourg le 23 juillet 2021 à 95 ans.

## Expositions
Liste non exhaustive :
- 2008 / 2009 : exposition itinérante (Hambourg, Francfort, Berlin etc.)[6]
- 2018 : salon de la photographie, Paris[7]

## Prix et distinctions
Liste non exhaustive :
- 1997 : Ordre du Mérite de la République fédérale d’Allemagne
- 2012 : Prix Nannen

## Documentaire
- Objectif mode - Le photographe F. C. Gundlach, film d’Eva Gerberding, Allemagne, 2018, 27 min, Arte[8]